# Bel-emuranni (gubernator Rasappy)
Bel-emuranni (akad. Bēl-ēmuranni, w transliteracji z pisma klinowego zapisywane najczęściej mEN-IGI.LAL-an-ni i mEN-IGI.LAL-a-ni; tłum. „Pan wybrał mnie”) – wysoki dostojnik za rządów asyryjskiego króla Tiglat-Pilesera III (744-727 p.n.e.), gubernator prowincji Rasappa; z asyryjskich list i kronik eponimów wiadomo, iż w 737 r. p.n.e. sprawował urząd limmu (eponima). Za jego eponimatu miała miejsce wyprawa wojenna przeciw Medii. Jego imieniem jako eponima datowane są teksty prawne z Kalhu i Niniwy.